# Al-Mútamid
|  | Per a altres significats, vegeu «Muhàmmad ibn Abbad al-Mútamid». |

Abu-l-Abbàs Àhmad al-Mútamid ala-L·lah —àrab: أبو العباس أحمد المعتمد على الله, Abū l-ʿAbbās Aḥmad al-Muʿtamid alà-Llāh—, més conegut per la primera part del seu làqab com al-Mútamid, (844-893) fou califa abbàssida de Bagdad (870-892). Era fill del califa al-Mutawàkkil (847-861) i d'una esclava de Kufa anomenada Fityan.
A la mort (executat) del seu nebot al-Muhtadí (21 de juny del 870) fou posat al tron, tot i que mancava de tota experiència de govern, i va marcar el final del període conegut com l'anarquia de Samarra. Va residir a Samarra, al palau Djawsak, i mai no va tenir el poder efectiu que va exercir el seu germà Talha al-Muwàffaq, ben relacionat amb l'exèrcit i l'únic que podia imposar l'autoritat als militars turcs i que podia dirigir la lluita contra els zanjs i altres rebels. Va designar com a visir Ubayd-Al·lah ibn Yahya ibn Khàqan que ja havia servit al seu pare.
El juliol 875 va dictaminar oficialment sobre la seva successió designant com a hereu el seu fill Jàfar al-Mufàwwad pels territoris occidentals i al seu germà al-Muwàffaq com a hereu pels territoris d'orient. No obstant això, el seu fill mai no va exercir una autoritat efectiva tot i que va tenir el govern titular de Síria i Egipte.
El visir Ibn Khakan va morir el 877 i el va succeir Sulayman ibn Wahb i després Ismaïl ibn Bulbul.
El 882 el governador efectiu d'Egipte i Síria, Ahmad ibn Tulun, va convidar el califa a anar a Egipte i refugiar-se a la seva cort per, des d'allí, recuperar el poder efectiu que exercia el seu germà. Àhmad va anar a Síria per recollir al-Mútamid però aquest no va aconseguir arribar a Raqqa, perquè Sàïd ibn Màkhlad, lloctinent d'al-Muwàffaq, va alertar al governador de Mossul, Ishaq ibn Kundaj, que el va arrestar pel camí. Els seus partidaris foren capturats i les seves propietats confiscades, i el califa retornat a Samarra sota escorta. Talha al-Muwàffaq va nomenar llavors Ishaq ibn Kundaj com a nou governador d'Egipte i Síria (que no va fer cap pas per reconquerir el territori), i Àhmad va respondre reunint una assemblea de notables juristes a Damasc que va declarar la manca de dret d'Al-Muwàffaq a la successió; aquest al seu torn va respondre obligant el seu germà, el califa al-Mútamid, a fer maleir Àhmad a totes les mesquites, i en revenja Àhmad va fer el mateix amb el príncep regent a totes les mesquites que controlava a Síria i Egipte.
El maig/juny de 883 el seu germà el va fer anar a Wasit, on el podia controlar de més a prop, però el març de l'any següent va ser retornat a Samarra. L'abril del 891 va anar a Bagdad amb el seu fill al-Mufàwwad en sentir la notícia que el seu germà estava malalt. Efectivament al-Muwàffaq va morir el juny del 891 però llavors el poder efectiu va passar al seu fill al-Mútadid. El visir Ubayd-Al·lah ibn Sulayman ibn Wahb i el general Badr, després anomenat Badr al-Mutadidí, van passar del costat del nou home fort.
Al-Mútamid va morir a Bagdad el mes d'octubre del 892 quan tenia uns 50 anys, després d'un gran banquet on va fer excessos. El seu nebot al-Mútadid va ser proclamat califa i Jàfar al-Mufàwwad ràpidament eliminat.